# Jason Kander
Jason David Kander (4 de mayo de 1981) es un político estadounidense del Partido Demócrata.

## Biografía
Es el exsecretario de Misuri. Anteriormente, era miembro de la Cámara de Representantes de Misuri por el distrito 44. 
Asistió a la Universidad Americana y la Universidad de Georgetown.
Está casado con su esposa, Diana. Tienen un hijo llamado True. Él es el sobrino nieto del compositor musical John Kander.
Él ha expresado interés en postularse para el cargo de Presidente de los Estados Unidos en 2020.